# 柳河之役
柳河之役發生於天啟五年（1625年）八月，是明朝與後金的一場小型戰鬥，以後金小勝收場。
天啟五年（1625年）孫承宗出鎮遼東時，推薦馬世龍擔任山海關（今河北山海關）總兵，統領關內外軍馬。天啟五年（1625年）八月，馬世龍誤信生员劉伯鏹之言，稱後金四貝勒皇太極進駐耀州，手上兵源不满三百人。世龍大喜，派兵自娘娘宮渡三岔河，打算襲擊耀州（今遼寧省營口縣岳州村），並先遺魯之甲與李承先二將率領前往，這時由於駐覺華島水師游擊金冠、姚与贤等遲未前來接應，至二十五日舟仍不至，李、魯二人率領八百人透過七隻漁船強渡三岔河，導致形跡外洩，造成柳河之役的潰敗，死傷四百多人，魯之甲與李承先均戰死，中軍錢應科落水死。事後言官交章劾奏，世龍被彈劾離職，孫承宗謊稱李、魯二人是「巡河哨敗」，仍與喻安性同時被罷免。由高第代為經略。